# Wahlenbergia lobelioides subsp. lobelioides
Wahlenbergia lobelioides subsp. lobelioides é uma subespécie de planta com flor pertencente à família Campanulaceae.

## Portugal
Trata-se de uma subespécie presente no território português, nomeadamente no Arquipélago da Madeira.
Em termos de naturalidade é endémica da Região Macaronésia.

## Protecção
Não se encontra protegida por legislação portuguesa ou da Comunidade Europeia.